# Francesco Maria Torrigio
Francesco Maria Torrigio (Roma, 1580 – Roma, 17 giugno 1649) è stato un archeologo e erudito italiano.

## Biografia
Canonico di San Nicola in Carcere, come molti personaggi componenti il panorama culturale fra Cinque e Seicento gravitava intorno alla corte papale e all’ambiente petrino. Leone Allacci nel 1633, e Prospero Mandosio nel 1692, lo inclusero fra gli uomini illustri e fra gli scrittori del tempo. La sua opera più nota, le Sacre Grotte Vaticane, fu edita sontuosamente, per la presenza di un cospicuo apparato illustrativo, nel 1618 a Viterbo (stamperia Discepoli). Nello stesso anno 1618 compilò anche una ristampa aggiornata delle Cose maravigliose dell’alma città di Roma, apparsa nel successivo 1619.

## Opere (selezione)
- Narratione dell'origine dell'antichissima chiesa di santi Michel'Arcangelo e Magno vescovo, e mart. del r.mo capitolo di S. Pietro in Vaticano, posta nel Borgo di S. Spirito in Sassia di Roma, Roma, Francesco Cavalli, 1629.
- Notæ ad vetustissimam Ursi Togati ludi pilæ vitreæ inventoris inscriptionem, Roma, 1630, in-4° (online).
- Vita del cardinal Roberto de’ Nobili, ibid., 1632, in-4° ; seconda edizione riveduta e aumentata a cura di Giulio Bartolocci, ibid., 1675, in-4°.
- Le sacre grotte vaticane, cioè narrazione delle cose più notabili che sono sotto il pavimento di San Pietro, ibid., 1639, in-8°.
- I sacri trofei romani del trionfante prencipe degli apostoli San Pietro gloriosissimo, Roma, 1644.
- Il Sacro coro degli eminentissimi cardinali dell'antica e venerabile diaconia di S. Nicolò in Carcere Tulliano di Roma, Roma 1645.